# 제임스 호프

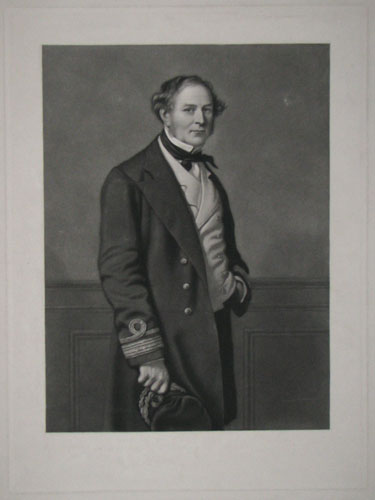
제임스 호프

제임스 호프(Sir James Hope, 1808년 3월 3일 ~ 1881년 6월 9일)는 영국의 군인이다. 영국 해군 장교로서 아편 전쟁 중에 중국 전선에 참전했으며, 인도의 반란을 다스리기도 하였다. 1860년 베이징 공략 때 공을 세워 영국의 동양 진출의 길을 열었다.